# Чилие
Чилиѐ (на италиански: Cigliè; на пиемонтски: Sijè, Сийе) е село и община в Северна Италия, провинция Кунео, регион Пиемонт. Разположено е на 549 m надморска височина. Населението на общината е 184 души (1 януари 2023).